# Hozmann Szonja
Hozmann Szonja (Budapest, 2001. április 27. –) magyar alpesisíző. Edzője: Barbai Áron.
2015-ben a serdülők között a Whistler Cup szlalom versenyét megnyerte.
A 2018. évi téli olimpiai játékok magyar csapatának versenyzője.